# Красногорка (Винницкая область)
Красногорка (укр. Красногірка) — село на Украине, находится в Тростянецком районе Винницкой области.
Код КОАТУУ — 0524181802. Население по переписи 2001 года составляет 423 человека. Почтовый индекс — 24330. Телефонный код — 4343.
Занимает площадь 1,35 км².

## Адрес местного совета
24330, Винницкая область, Тростянецкий р-н, с. Ильяшевка, ул. Бр.Попикив, 65